# Purple Music Switzerland
Purple Music Switzerland é uma gravadora suíça, fundada e localizada em Zurique, de propriedade do DJ, produtor e ex-proprietário de uma loja de discos, Cem Berter, também conhecido como Jamie Lewis.
A Purple Music é considerada uma das mais influentes gravadoras house music da última década.

## História
O selo foi criado em 1997 com a intenção de fundir o Gospel com house music.
O selo teve uma festa de residência mensal no Kaufleuten club em Zurique desde 1997. Jamie Lewis foi indicado duas vezes para o House Music Awards no Reino Unido.
Artistas atualmente assinados com o selo incluem Dario D'Attis, Souldynamic, Roberto De Carlo, Kemal, Anthony Romeno e muito mais. Nos últimos 10 anos, a gravadora também apresentou Kings of Tomorrow, Sandy Rivera, Bob Sinclar e Dimitri From Paris. A maioria dos lançamentos da Purple Music tem uma forte presença vocal, com vocalistas como Jocelyn Brown, Michelle Weeks, Lisa Millett, Inaya Day e Michael Watford tendo aparecido em várias faixas. Nos anos 2000, a Purple Music lançou uma série de remixes altamente bem-sucedidos de Cerrone, com os mais notáveis sendo "Hooked On You" e "You Are The One". Os marcadores afiliados incluem Purple Tracks e Indeependent.